# Heteropoda nagarigoon
Heteropoda nagarigoon är en spindelart som beskrevs av Davies 1994. Heteropoda nagarigoon ingår i släktet Heteropoda och familjen jättekrabbspindlar. Inga underarter finns listade i Catalogue of Life.